# Ray Robson
Ray Robson (Guam, 25 de octubre de 1994) es un ajedrecista estadounidense.

## Biografía
Nació en Guam en 1994. Ostenta el título de Gran Maestro de la FIDE desde 2010. Tiene una puntuación Elo de 2704.